# Limnophila dasyantha
Limnophila dasyantha là một loài thực vật có hoa trong họ Mã đề. Loài này được (Engl. & Gilg) Skan mô tả khoa học đầu tiên năm 1906.